# Pismis 24-1
Pismis 24-1（即HDE 319718），是弥漫星云NGC 6357中的疏散星团Pismis 24的一部分，距离地球8,150光年，是Pismis 24中质量最大、亮度最高的恒星，也是目前已知光度最亮的恒星之一。

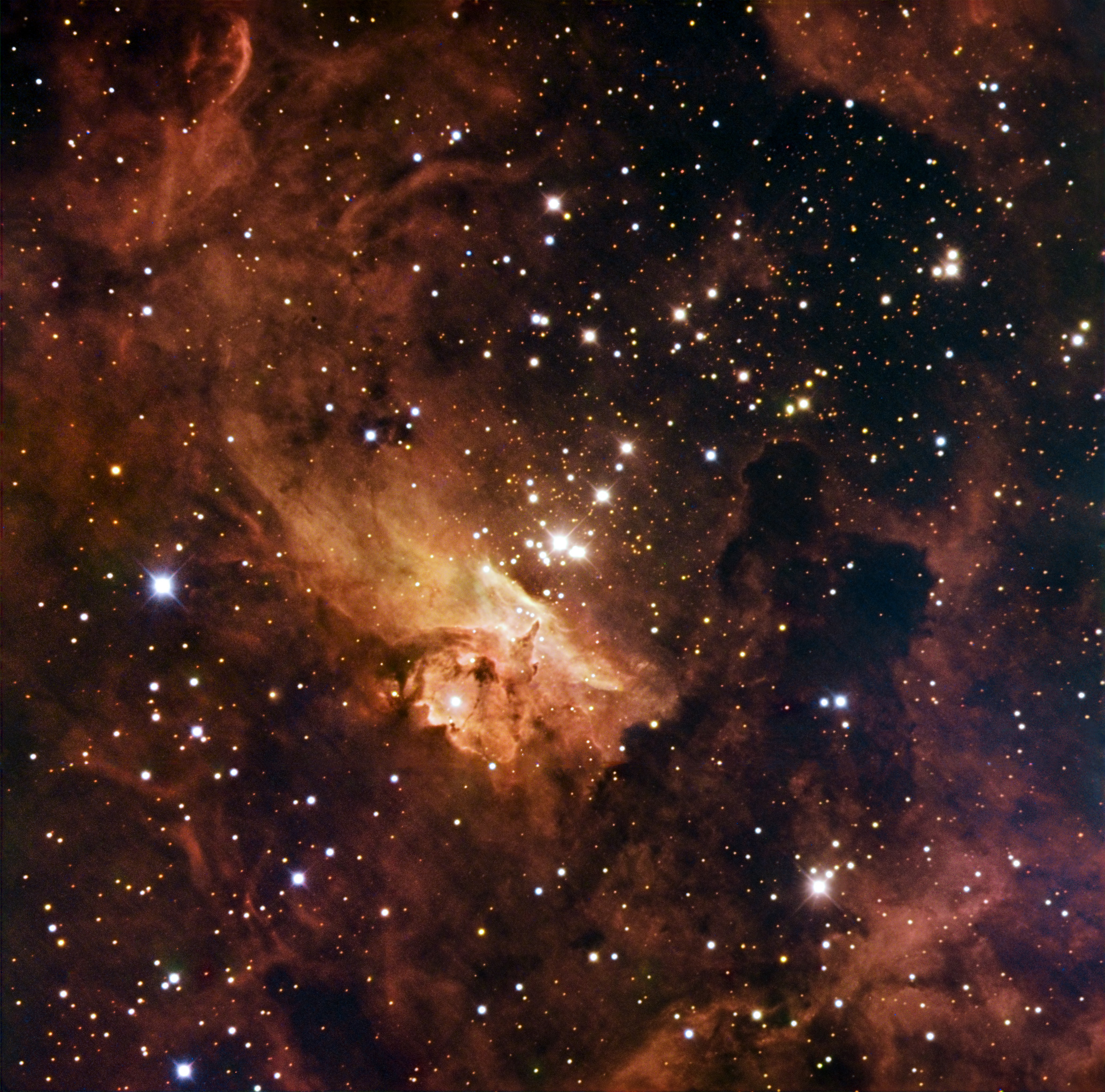
Pismis 24

在最近哈勃太空望远镜对Pismis 24-1的观测发现，它至少是一个三联星系统，包括Pismis 24-1SW和一对双星Pismis 24-1NE。Pismis 24-1SW的光谱类型已经确定，它是一颗非常明亮的蓝超巨星，将可能演化为高光度蓝变星。Pismis 24-1NE的光谱型还没确定。上述恒星和位于其附近的Pismis 24-17在诞生时质量都接近100个太阳质量，但并没有超过爱丁顿极限。